# في الغابة (فلم)
في الغابة (بالإنجليزية: Into the Woods) هو فيلم غنائي موسيقي أميركي، موعد إصداره في الولايات المتحدة 25 ديسمبر 2014. الفيلم من إخراج روب مارشال، ومن بطولة جوني ديب وميريل ستريب.

## القصة
ساحرة تعلم دروساً هامةً للكثير من شخصيات الأطفال المحبوبة مثل ذات الرداء الأحمر والذئب وسندريلا وجاك وحبة الفاصوليا ورابونزل.خباز وزوجته يرغبان بطفل ولكن الخباز يعاني من لعنة وضعت على عائلة الخباز من قبل الساحرة التي وجدت والد الخباز يسرق حديقتها عندما كانت والدته حامل. سرق والد الخباز أيضا بعض الفاصوليا التي تسببت في معاقبة أم الساحرة للستحرة بلعنة القبح. الساحرة تقدم على رفع العنة، ولكن فقط إذا تمكن الخباز وزوجته من الحصول على أربعة بنود الحرجة بالنسبة لها: بقرة بيضاء مثل الحليب و، رداء احمر كالدم، وشعر أصفر كالذرة، وحذاء نقي مثل الذهب.
مطالب الساحرة ستنهك الخباز وزوجته في اتصال مع جاك، الذي هو بيع بقرته المحبوبة البيضاء كالحليب ولمن الخباز تقدم الفاصوليا السحرية التي تركها له والده (والتي سرقت من الساحرة) التي تنمو لتصبح شجرة فاصولياء كبيرة. مع الأحمر ركوب هود، الذي كيب إشعارات زوجين عندما يتوقف لشراء الحلويات في طريقها إلى منزل الجدة روبي. مع رابونزيل، ابنة الساحرة التي اعتمدت الذي زوجه بيكر يمر في الغابة برج. ومع سندريلا، الذي يدير أيضا إلى زوجه بيكر أثناء الفرار من الأمير متابعة.
بعد سلسلة من المحاولات الفاشلة والعوارض، وبيكر وزوجته قادرة على جمع المواد اللازمة لكسر الإملائي في نهاية المطاف. وفي الوقت نفسه، كل من الأحرف الأخرى يحصل «على النهايات السعيدة»: سندريلا ورابونزيل الزواج الأمراء بها؛ يوفر جاك لأمه عن طريق سرقة ثروات من العملاق في السماء، ويقتل العملاق متابعة عن طريق خفض شجرة الفاصولياء. يتم حفظ الرداء الأحمر والجدة لها من بيغ باد وولف من الخباز. والساحرة يستعيد لها الشباب والجمال بعد شرب جرعة.
ومع ذلك، كل من الأحرف يتعلم منها «لحسن الحظ من أي وقت مضى بعد» ليست سعيدة جدا: لجنة بيكر قلق هو أب الفقراء ليرى مولوده الجديد. وتوهموا سندريلا التي كتبها الحياة الملكية. رابونزيل خائف على الدوام من العالم الخارجي. والساحرة يتعلم أنها فقدت القوى لها مع شبابها المستعادة. نمو شجرة الفاصولياء الثانية من آخر حبة سحرية المتبقي يسمح زوجه العملاق لتسلق أسفل وتهدد المملكة وسكانها إذا كانت لا تقدم جاك في الانتقام لقتل زوجها. وفي الوقت نفسه، ما فعلته الأحرف لتحقيق تواصل نهايات سعيدة لتطارد منهم: الأمير سندريلا القبلات زوجه بيكر الذي يموت قريبا بعد سقوطه من منحدر أثناء الفرار زوجه العملاق. الساحرة يفقد رابونزيل إلى الأبد عندما تنجرف مع أميرها على الرغم. سندريلا والأمير تفريق بعد أن يسمع من خيانته لزوجته بيكر. والأم الأحمر ركوب هود والجدة، جنبا إلى جنب مع والدة جاك، ويقتلون في هياج زوجه العملاق ل.
وفي أعقاب ذلك، تناقش الأحرف على قيد الحياة بأخلاق تسليم جاك أكثر، وسرعان ما بسرعة اللوم بعضها البعض للإجراءات الفردية التي أدت إلى مأساة، وإلقاء اللوم في نهاية المطاف الساحرة. وقالت إنها يلقي بعيدا لها الفاصوليا المتبقية، مكررة عنة أمها ويختفي، وترك بقية المجموعة لمصيرهم.
لجنة بيكر، سندريلا، جاك، والأحمر ركوب هود حل لقتل زوجه العملاق تهدد، على الرغم من سندريلا وبيكر محاولة ليشرح للذهول الأحمر ركوب هود وجاك الأخلاق معقدة من العقاب والانتقام. وقتل زوجه العملاق، وتتحرك الشخصيات قدما في حياتهم المدمرة: لجنة بيكر، والتفكير من زوجته، عازم على أن يكون أبا جيدا. سندريلا يترك الأمير ويقرر لمساعدة بيكر. وجاك والأحمر ركوب هود، والآن الأيتام، ويعيش مع بيكر وسندريلا. لجنة بيكر يبدأ في سرد قصتهم لson- له «ذات مرة...»

## الممثلون والشخصيات
- جوني ديب
- كريس باين
- أنا كندريك
- ميريل ستريب
- اميلى بلانت
- جيمس كوردن

## الميزانية والإيرادات
الميزانية: 50 مليون دولار
لإيرادات 700 مليون دولار

## وصلات خارجية
- مقالات تستعمل روابط فنية بلا صلة مع ويكي بيانات